# Ann, the Blacksmith
Ann, the Blacksmith è un cortometraggio muto del 1914 diretto da Ulysses Davis.

## Produzione
Il film fu prodotto dalla Vitagraph Company of America.

## Distribuzione
Distribuito dalla General Film Company, il film - un cortometraggio in due bobine - uscì nelle sale cinematografiche statunitensi il 14 novembre 1914. Per completare il secondo rullo di soli 200 metri invece che di 300, nelle proiezioni veniva programmato con il sistema dello split reel, accorpato in un'unica bobina con un altro cortometraggio prodotto dalla Vitagraph, il documentario The Making of a Newspaper.
Non si conoscono copie ancora esistenti della pellicola che viene considerata presumibilmente perduta.